# Вежа (Нижньосілезьке воєводство)
Вежа (пол. Wieża, нім. Wiesa) — село в Польщі, у гміні Грифув-Шльонський Львувецького повіту Нижньосілезького воєводства.
Населення — 376 осіб (2011).
У 1975-1998 роках село належало до Єленьоґурського воєводства.

## Демографія
Демографічна структура станом на 31 березня 2011 року:
|          | Загалом | Допрацездатний вік | Працездатний вік | Постпрацездатний вік |
| -------- | ------- | ------------------ | ---------------- | -------------------- |
| Чоловіки | 192     | 39                 | 145              | 8                    |
| Жінки    | 184     | 30                 | 125              | 29                   |
| Разом    | 376     | 69                 | 270              | 37                   |